# Dendrodasys pacificus
Dendrodasys pacificus är en djurart som tillhör fylumet bukhårsdjur, och som beskrevs av Schmidt 1974. Dendrodasys pacificus ingår i släktet Dendrodasys och familjen Dactylopodolidae. Inga underarter finns listade i Catalogue of Life.